# Gaius Papirius Carbo (tribunus plebis in 89 v.Chr.)
Gaius Papirius Carbo (volledige naam (vermoedelijk): C. Papirius (Cn. f.?) Carbo; - Volaterrae, 80 v.Chr.) was een Romeins politicus uit het begin van de 1e eeuw v.Chr. Hij was de zoon van de Gnaius Papirius Carbo (consul in 113 v.Chr.) en jongere broer van Gnaius Papirius Carbo (consul in 85, 84 en 82 v.Chr.) en een aanhanger van Lucius Cornelius Sulla.
Hij was tribunus plebis in 89 v.Chr. (niet te verwarren met zijn neef Gaius Papirius Carbo Arvina, die in 90 v.Chr. tribunus plebis was) en zou in die hoedanigheid een wet hebben voorgesteld waarmee de semi-unciale as werd geïntroduceerd. Carbo is vooral door de lex Plautia Papiria bekend, die hij en zijn collega Marcus Plautius Silvanus in 89 v.Chr. voorstelden. Deze wet bood het Romeinse burgerschap aan ieder Italische bondgenoot aan die op het moment van de inwerkingtreding zijn verblijf in Italië had, op voorwaarde dat hij zich binnen de zestig dagen in persoon bij de praetor in Rome aanmeldde. Het doel van deze wet was om de bondgenoten in geval van oorlog aan Rome te binden.
Hij was rond 81 v.Chr. praetor.
Hij werd als legatus in 80 v.Chr., toen hij de na de Burgeroorlogen verslapte discipline in het leger wou herstellen, door zijn eigen soldaten bij Volaterrae gedood.